# 내포역 (예산)
내포역(內浦驛)은 충청남도 예산군 삽교읍  삽교리 에 위치한 서해선의 철도역이다.

## 연혁
- 2026년 : 개통 예정

## 승강장
스크린도어가 설치 되어 있다.
| ↑ 합덕      |
| 상 \| 하 \| |
| 홍성↓       |